# Sternity
Sternity (łac. sternuere – kichać; ang. sternutator, sternutatory agent) – podgrupa drażniących bojowych środków trujących. Są ciałami stałymi o bardzo małej lotności, przez co mogą być stosowane jedynie w postaci aerozolu.
Sternity w niewielkim stężeniu działają drażniąco na drogi oddechowe, błony śluzowe, oczy i skórę. Podrażniają zakończenia nerwów czuciowych błon śluzowych w górnych drogach oddechowych powodując kichanie, kaszel, pieczenie w gardle i krtani, śluzotok, ból w klatce piersiowej i wymioty. Duże stężenia wywołują ponadto lekkie oparzenia oraz ból oczu, uszu, zatok, zębów, mięśni i stawów. W ciężkich przypadkach pojawiają się duszności, zaburzenia równowagi i koordynacji ruchów, drgawki, porażenie niektórych mięśni szkieletowych. Niekiedy duże stężenia sternitów mogą doprowadzić do uszkodzenia dolnych odcinków dróg oddechowych wraz z zapaleniem oskrzeli i obrzękiem płuc.
Skażone sternitami części ciała oczyszcza się mechanicznie, np. wodą. Leczenie ogranicza się do podawania leków przeciwbólowych, przeciwzapalnych i uspokajających. Wszystkie objawy spowodowane małymi i średnimi stężeniami sternitów ustępują w ciągu kilkunastu godzin do kilku dni.
Do sternitów należą m.in.
- adamsyt
- CS
- difenylochloroarsyna (Clark I)
- difenylocyjanoarsyna (Clark II)

Struktura CS

- difenyloaminocyjanoarsyna (Clark III)

Mieszaniny Clark I, II i III były na pociskach chemicznych oznaczane błękitnym krzyżem.